# Wayne Rogers
William Wayne McMillan Rogers III (* 7. April 1933 in Birmingham, Alabama; † 31. Dezember 2015 in Los Angeles, Kalifornien) war ein US-amerikanischer Schauspieler. Im deutschsprachigen Raum wurde er als Darsteller von Captain „Trapper“ John McIntyre in der Fernsehserie M*A*S*H bekannt.

## Karriere
Rogers besuchte die Webb School in Bell Buckle im Bedford County in Tennessee. Seinen Universitätsabschluss in Geschichte machte er 1954 an der Princeton University. Anschließend diente er bei der United States Navy und arbeitete in den 1960er Jahren in New York als Kellner und Türsteher, bevor er sich entschloss, Schauspieler zu werden. Dabei wurde er von seinem Freund Peter Falk, dem späteren Star der Serie Columbo, beeinflusst, mit dem er ein Appartement teilte.

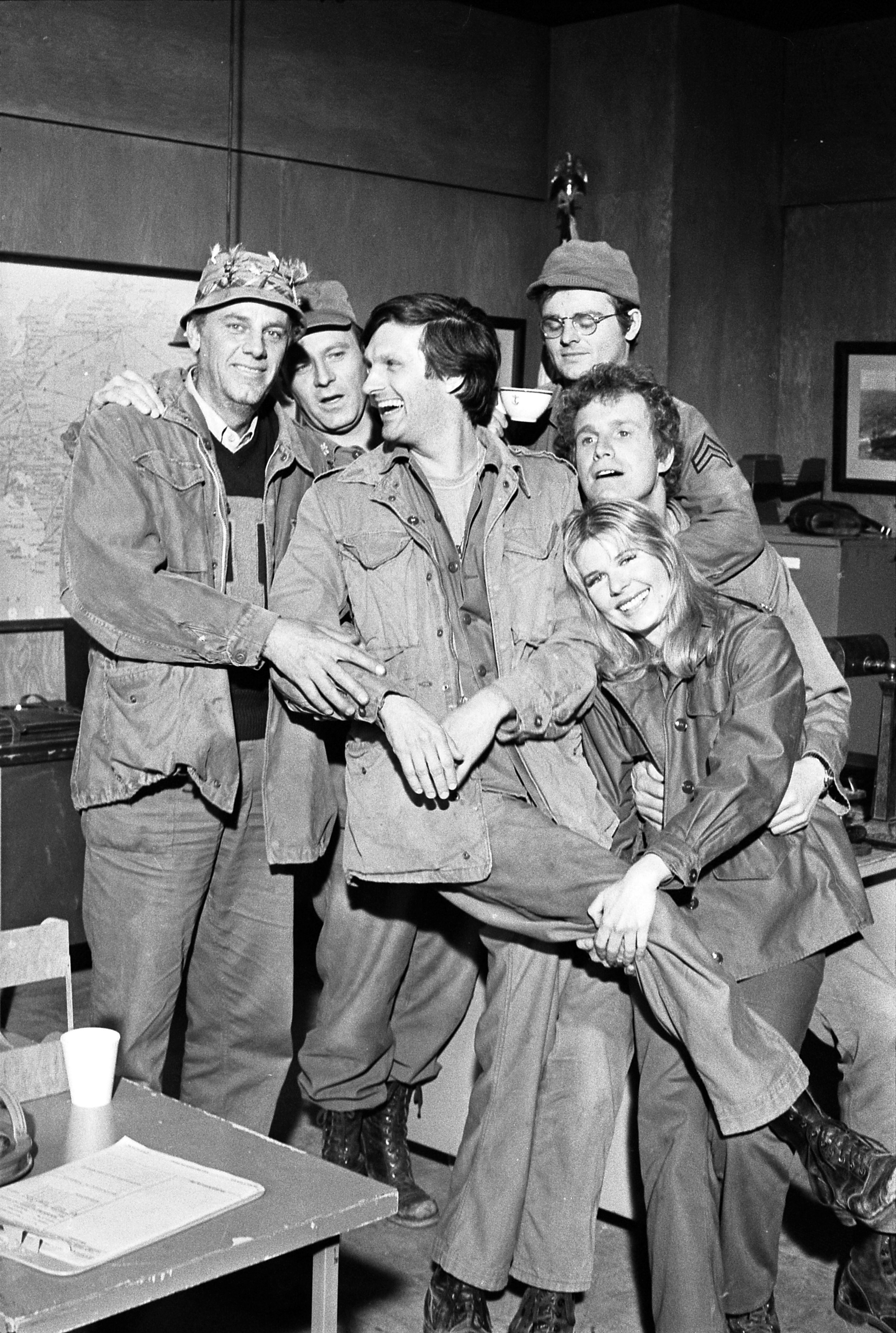
Die Besetzung von M*A*S*H von links im Uhrzeigersinn: McLean Stevenson, Larry Linville, Alan Alda, Gary Burghoff, Wayne Rogers und Loretta Swit

Seine erste Hauptrolle hatte er in der Fernsehserie Stagecoach West, in der er den Cowboy Luke Perry spielte. Es folgten einige Kinofilme, bevor er 1972 als Captain McIntyre für M*A*S*H gecastet wurde. Er ging davon aus, dass er der Star der Serie sein würde. Als sich in der Folge zeigte, dass sein Kollege Alan Alda als Captain „Hawkeye“ Pierce mehr und mehr in den Mittelpunkt der Serie rückte, verließ Rogers nach drei Staffeln die Serie auf eigenen Wunsch. Nach Berichten seines M*A*S*H-Kollegen Larry Linville spielte dabei auch eine Rolle, dass Rogers mit Finanzgeschäften bereits sehr viel mehr Geld verdiente als mit der Arbeit als Schauspieler. Die Hauptrolle im Spin-off Trapper John, M.D. lehnte er ab.

## Finanzberatung
Als einige seiner Bekannten in den 1970er Jahren viel Geld durch Finanzspekulation verloren hatten, begann Rogers sich zunehmend für Investmentstrategien zu interessieren. Er gründete die Finanzberatungsfirma Wayne Rogers & Co., mit der er unter anderem Peter Falk und James Caan beriet. Er war als Geschäftsmann sehr erfolgreich und unter anderem Vizepräsident von Swifty Serve, einer Supermarktkette mit mehr als 500 Filialen, produzierte mehrere erfolgreiche Filme und Bühnenstücke und besaß ein eigenes Weingut. Er war regelmäßig bei Cashin’ in auf Fox News zu sehen, wo er Investment-Tipps gab.

## Privatleben
Von 1960 bis 1983 war Wayne Rogers mit der Schauspielerin Mitzi Mcwhorter verheiratet, mit der er zwei Kinder hatte. 1988 heiratete er die Fernsehproduzentin Amy Hirsh.

## Filmografie
- 1959–1960: Law of the Plainsman (Fernsehserie, 3 Folgen)
- 1959: Wenig Chancen für morgen (Odds Against Tomorrow)
- 1959–1960: Johnny Ringo (Fernsehserie, 1 Folge)
- 1960: Josh (Wanted: Dead or Alive, Fernsehserie, 1 Folge)
- 1965: Die glorreichen Reiter (The Glory Guys)
- 1966: Die Schreckenskammer (Chamber of Horrors)
- 1967: Der Unbeugsame (Cool Hand Luke)
- 1971: Cannon (Fernsehserie, Folge Call Unicorn)
- 1972: Hydra verschollen in Galaxis 4 (Doomsday Machine)
- 1972–1975: M*A*S*H (Fernsehserie, 73 Folgen)
- 1973: Zwei Haudegen auf Achse (Pocket Money)
- 1973: Barnaby Jones (Fernsehserie, Folge 2x03)
- 1976: Labyrinth des Todes (The Murder Maze)
- 1976: City of Angels (Fernsehserie, 13 Folgen)
- 1976: Novemberplan (November Plan)
- 1978: Ein Mann, eine Frau und ein Film in Paris (Once in Paris)
- 1978: FBI: Kampf dem Terror (Attack on the Terror: The FBI vs. Ku Klux Klan)
- 1980: Griff nach den Sternen (Top of the Hill, Fernsehmehrteiler)
- 1983: Die Polizei-Chiefs von Delano (Chiefs, Fernsehmehrteiler)
- 1984: Er ist gefeuert – Sie ist geheuert (He’s fired, she’s hired)
- 1985: Die Rückkehr der bezaubernden Jeannie (I dream of Jeannie, 15 years later)
- 1985: Im Angesicht der Wahrheit (The Lady from Yesterday, Fernsehfilm)
- 1985: Killing Ocean
- 1985: Sechs Jazzer im Dreivierteltakt (The Gig)
- 1986: Hing, das Mädchen aus Kambodscha (The Girl Who Spelled Freedom, Fernsehfilm)
- 1986: Mit dem Mut der Verzweiflung (Race against the Harvest)
- 1987: The Killing Time
- 1988: Mutter kriegt die Kurve nicht (Drop-out Mother)
- 1988: Stürme des Herzens (Bluegrass, Fernsehfilm)
- 1990: Katastrophenflug 243 (Miracle Landing)
- 1993: Der magische Papagei (The Goodbye Bird)
- 1993–1995: Mord ist ihr Hobby (Murder, She Wrote, Fernsehserie, 5 Folgen)
- 1996: Das Attentat (Ghosts of Mississippi)
- 1998: Jack the Ripper lebt (Love Lies Bleeding)
- 1999: Diagnose: Mord (Diagnosis Murder, Fernsehserie, Folge 4x22)
- 2000: Im Labyrinth der Angst (Frozen with Fear)

### Produzent
- 1964: Dr. Sex
- 1996: Das Glück hat sieben Augen (Money Plays)
- 2003: Nobody Knows Anything!